# 下田原城
下田原城（しもたばるじょう）は、八重山諸島の波照間島（沖縄県八重山郡竹富町）にある城（グスク）。2003年（平成15年）3月25日に国の史跡に指定されている。琉球王国統一の歴史を示す重要な遺跡。沖縄の日本復帰直後「ぶりぶち公園」として、地元老人会により寄付で整備されたが、現在は公園としては荒れ、亜熱帯の自然の侵食のままとなっている。

## 概要

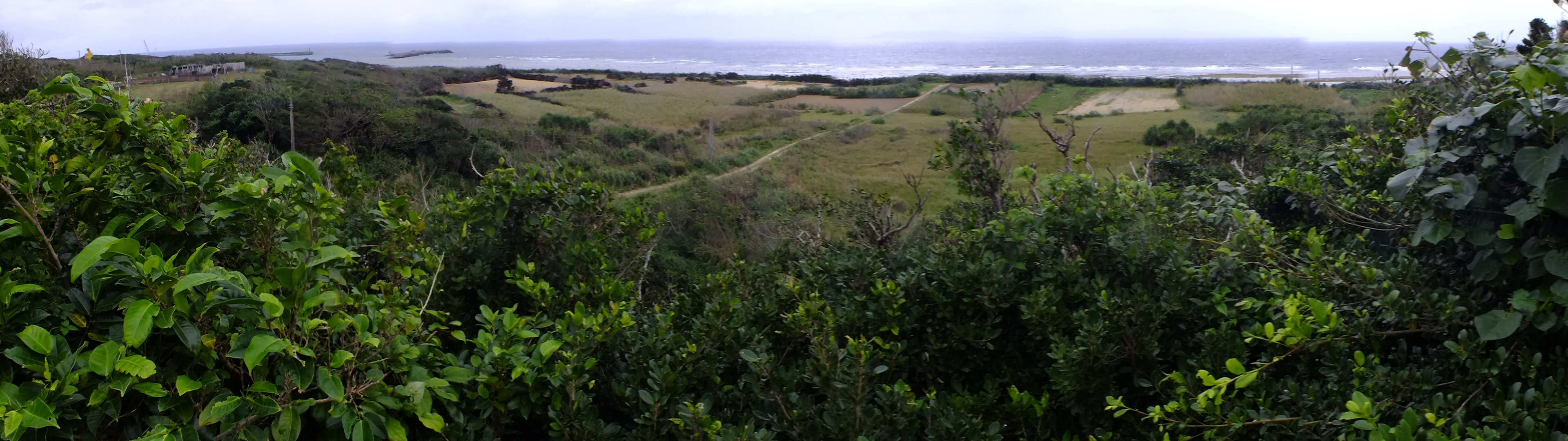
下田原城からの眺望。

八重山諸島では、12世紀末頃に農耕社会の発展と中国を主にした海外との交易の活発化などから支配者層が現れ、1500年に波照間島出身のオヤケアカハチが起こしたオヤケアカハチの乱によって琉球王国の支配下に置かれるまでの間、各地に群雄が割拠した。
波照間島には、この時代のものと推定される城跡等の遺跡が点在している。島北部の大泊浜に近い標高約25メートルの崖上に位置する下田原城跡もそのひとつである。下田原城は、15世紀から16世紀にかけての中国の青磁器片が出土していることから、この時期にはすでに築城されていたものと考えられているが、築城の正確な年代や、だれによって築かれたのかは不明である。
下田原城の規模は東西150メートル、南北100メートルに及び、崖上に野積みの珊瑚性石灰岩で造られた城壁に囲まれ、8つの郭状遺構が形成されている。また、遠見台、石室、井戸などの跡も残っている。
下田原城跡は、琉球王国の統一の歴史を示す重要な遺跡で、戦災等の被害を受けていないため状態も良好であるとして、2003年3月25日に竹富町で初めての国の史跡に指定されている。
現在は、ぶりぶち公園という公園になっており、標石が建ちコンクリート製のベンチが設置されるが、整備は進まず荒れ放題となっている。「ぶりぶち」は「城跡」または「はじまり」を指す波照間の方言であるといわれる。

## ギャラリー

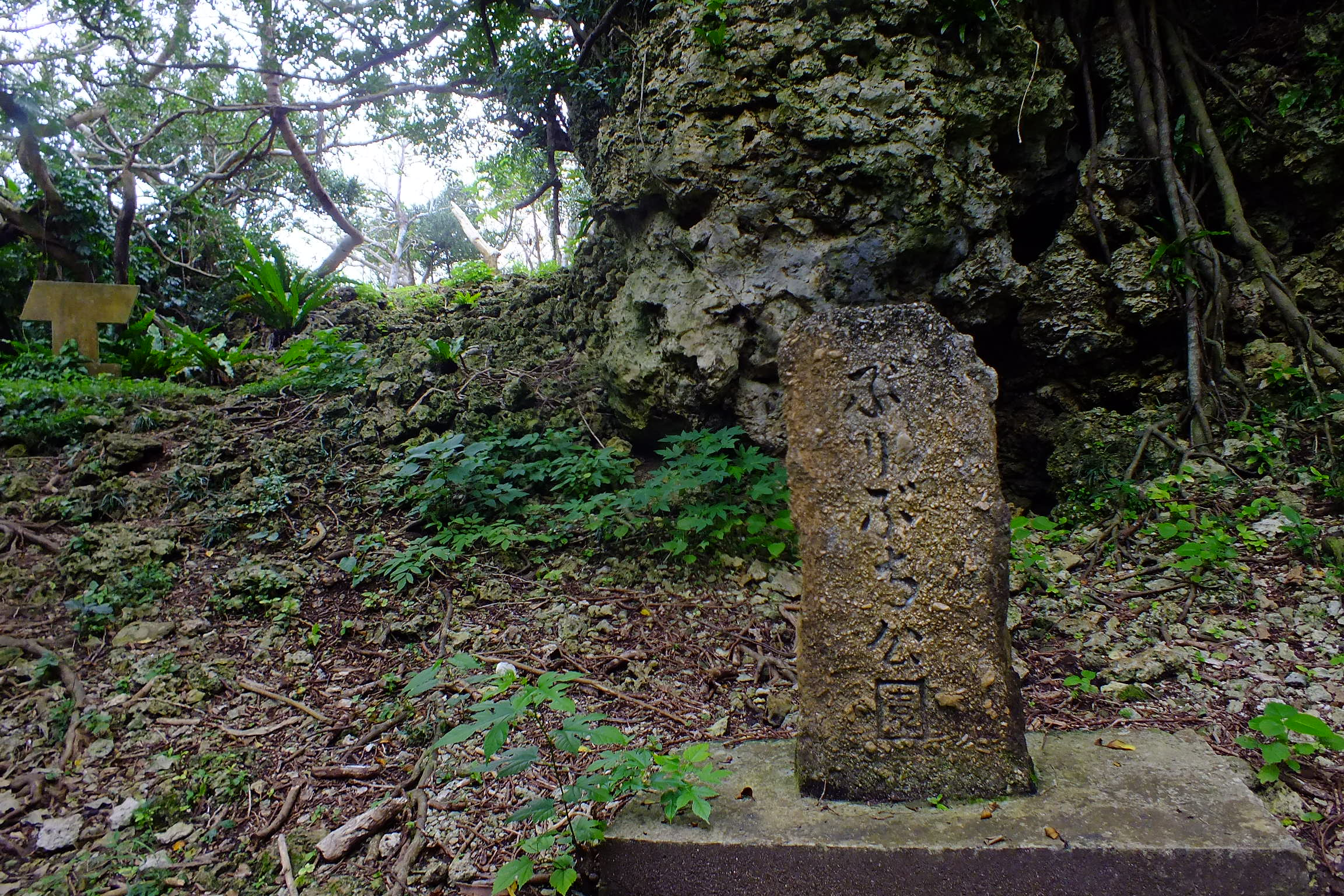
「ぶりぶち公園」の石碑が立つ入り口付近。
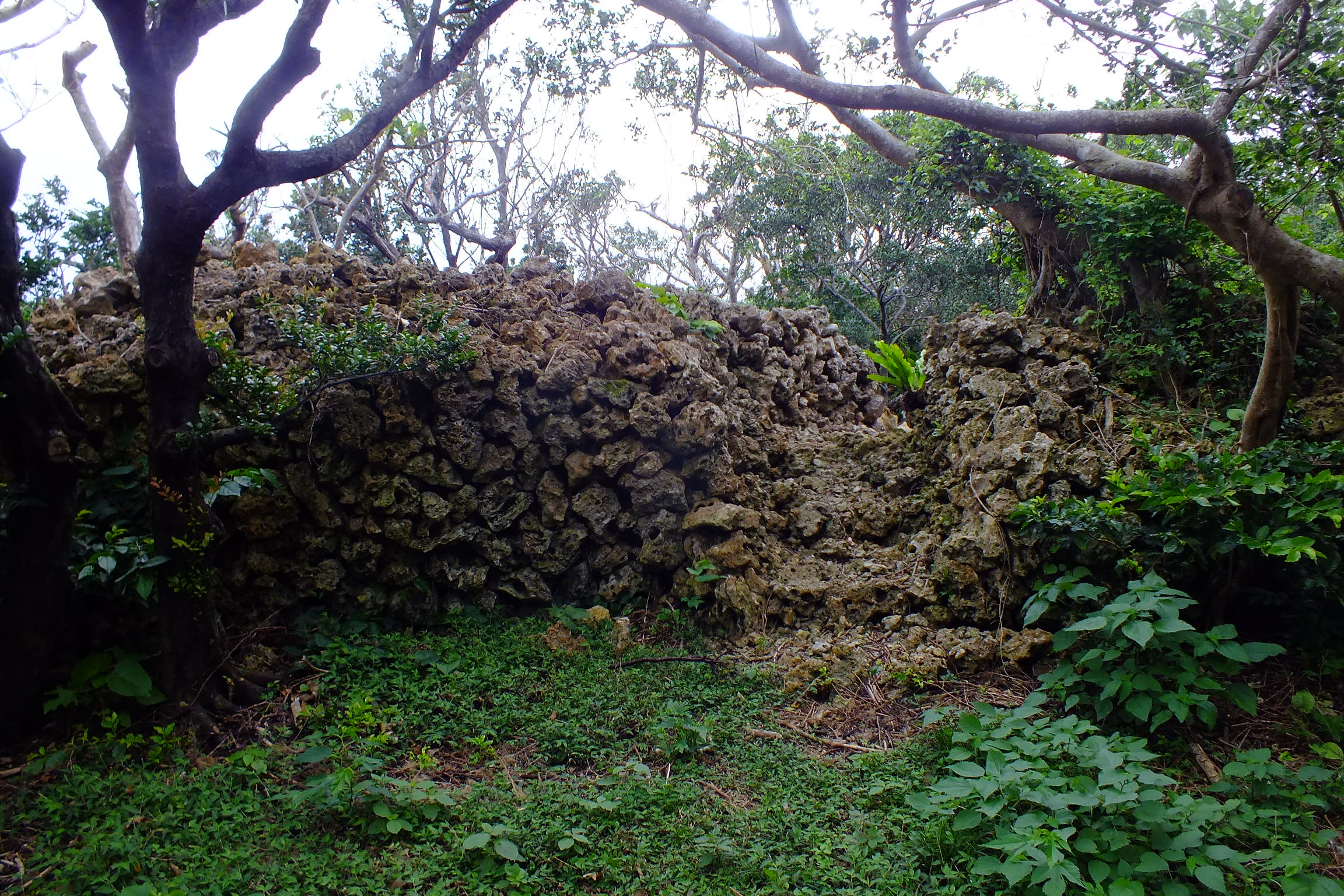
野積みの珊瑚性石灰岩で造られた城壁。
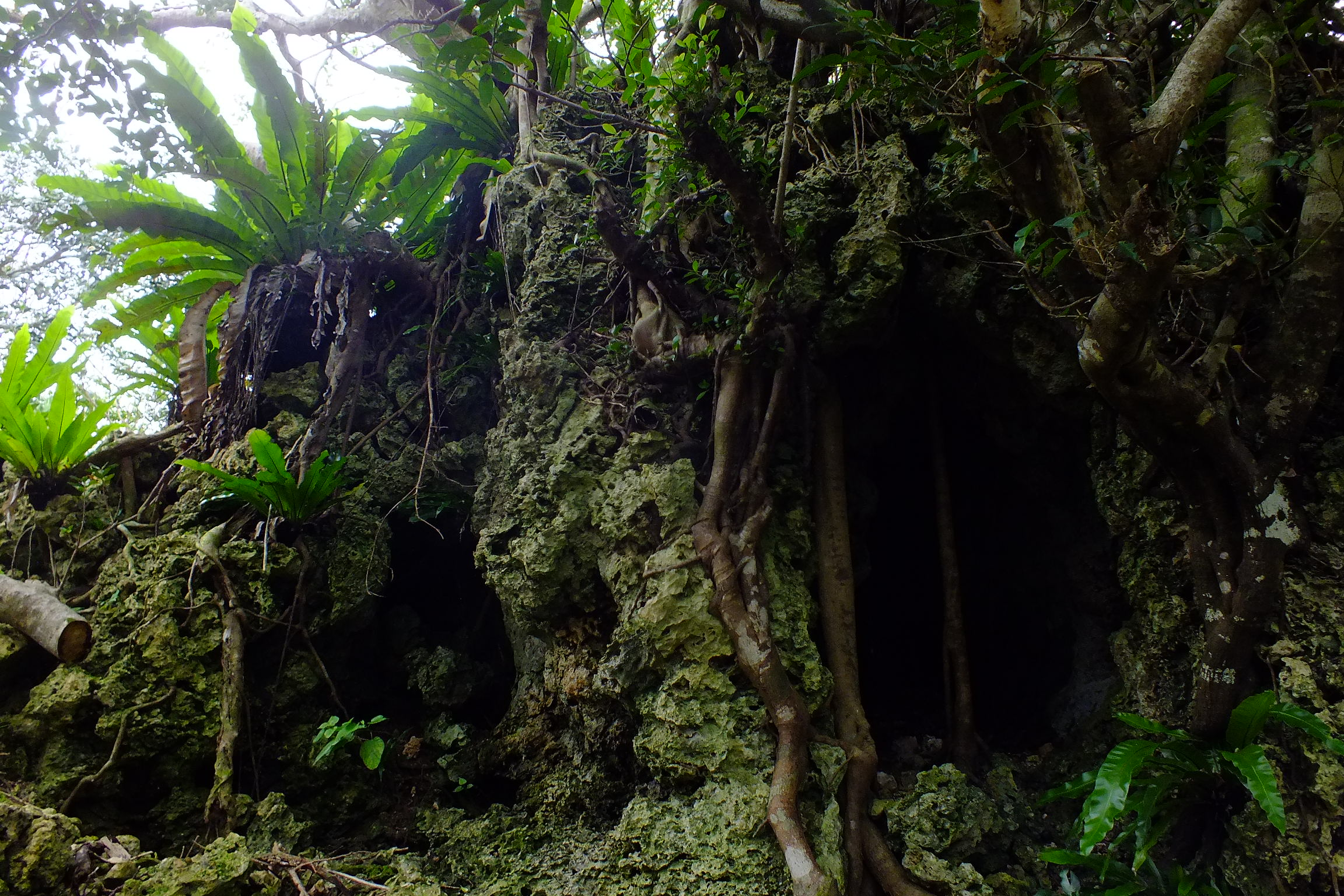
珊瑚の岩礁と植物に覆われた城跡。
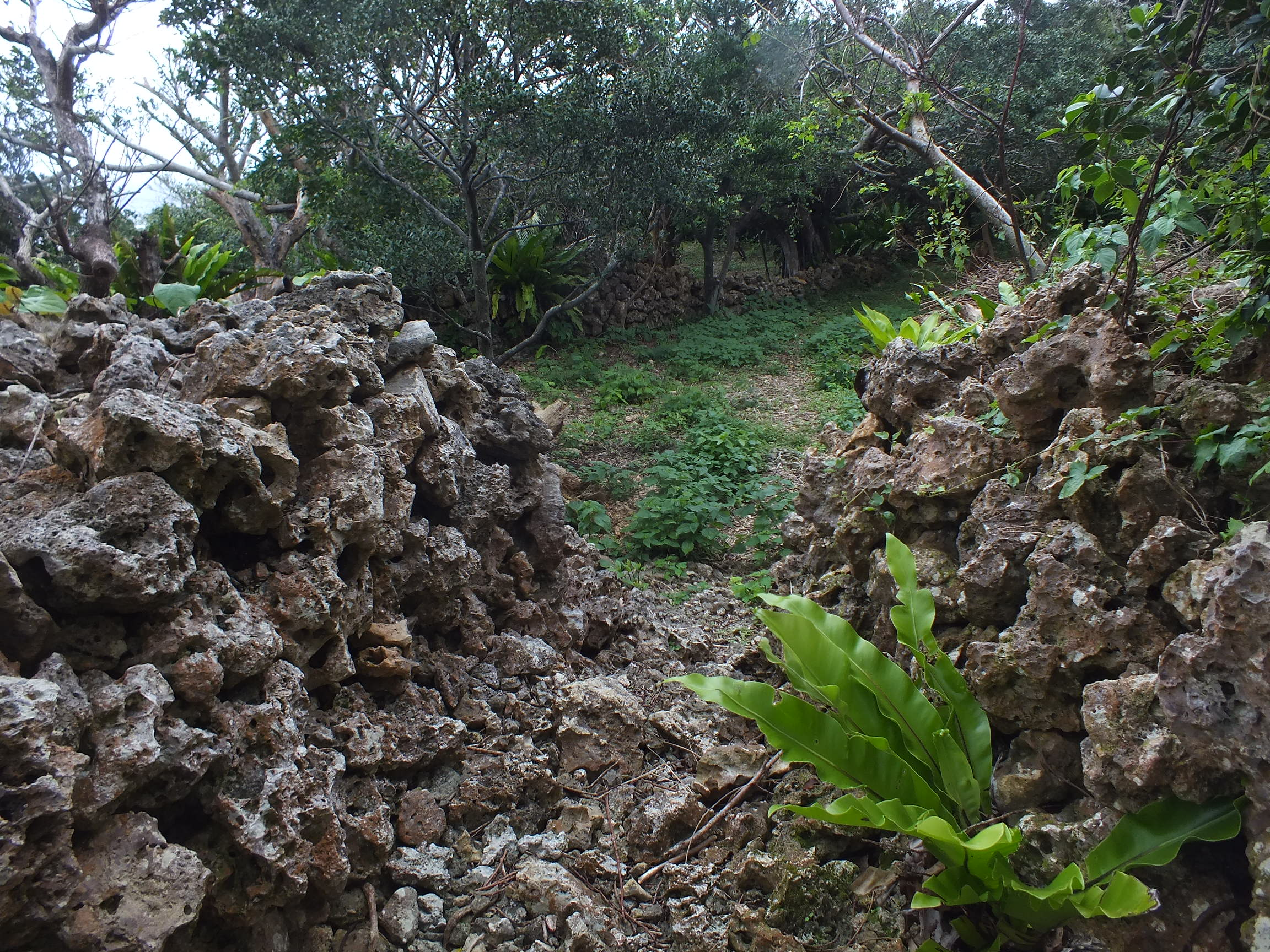
珊瑚の石垣に囲まれた城跡。

## 下田原貝塚

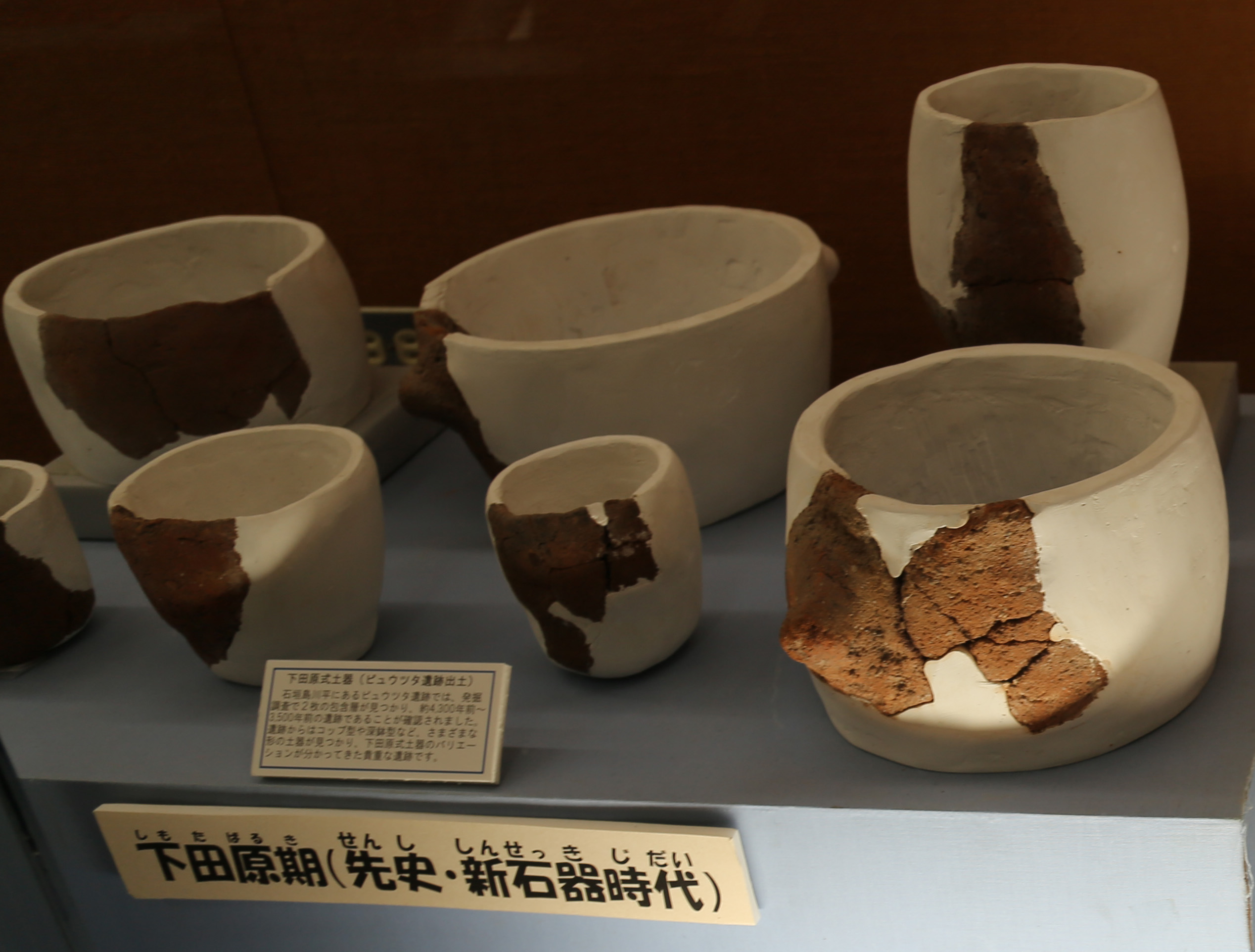
下田原時代の土器（八重山博物館蔵）

下田原城跡の海岸寄り（ぶりぶち公園前の道を更に北海岸の方に下り左手）には、下田原貝塚及び大泊浜貝塚がある。発掘当初は14世紀頃のものと考えられたが、その後、紀元前1800年頃の先島石器時代の遺跡と推定されている。貝塚の東側にある大泊浜は船の接岸に便利な地形であり、かつては港であったと推測され、さらに島でも数少ない湧水が得られる場所であるなど好立地であったため、波照間にたどり着いた先住民はここで暮らし始めたと推測されている。 
この貝塚から出土した石器や土器等に、台湾やインドネシア、オセアニア、メラネシア文化との関連が確認されることから、先島石器時代は南方系文化であったと考えられている。また、出土したイノシシの骨や石器の材料になった石は西表島から持ち込まれたもので、西表島との交流が盛んであったと推測されている。ゆるやかな形状の丸底の土器は「下田原式土器」と呼ばれる先島最古の土器で、宮古・八重山の土器の原形とされる。

## 交通アクセス
- 波照間港から徒歩約15分[1]。